# Катхаваттху
Катхаваттху (пали Kathāvatthu) — одна из семи книг в составе Абхидхамма-питаки, идущая либо пятой, либо седьмой. Не все школы тхеравады признают Катхаваттху частью канона[уточнить].
Катхаваттху выделяется среди канонических палийских текстов тем, что только в отношении её традиция приводит и авторство, и время создания. Так, согласно ранним хроникам Моггалипутта Тисса составил данный текст на соборе в Паталипутре в год 236 после нирваны Будды, дабы пресечь и опровергнуть еретические учения.
В Катхаваттху рассматриваются определённые утверждения; согласно Буддхагхоше, 500 из них являются ортодоксальными, 500 — неортодоксальными. Текст состоит из 23 разделов, каждый из которых касается от пяти до двенадцати вопросов, и построен на системе «вопрос-ответ», при этом не всегда можно определить, кто из участников спора является еретиком, а кто приверженцем тхеравады. Имена еретиков, чьи учения осуждаются, в тексте не приведены.
Катхаваттху является текстом, который с момента создания постоянно дополнялся по мере того, как возникали новые ереси. Последнее такое дополнение датируется, возможно, I веком до н. э., то есть временем написания самого канона, или временем создания того сингальского комментария, на который опирался Буддхагхоша. При этом структура книги и несколько из перечисленных вначале ересей имеют более древнее происхождение, чем остальной текст. Первый раздел касается несуществования неизменной личности (пуггала), в то время как второй касается опровержения нескольких утверждений о природе архата.
Характерной чертой текста является наличие большого числа цитат, прежде всего из Виная- и Сутта-питак, включая девять тестов Кхуддака-никаи, а также из Дхаммасангани и Вибханги, причём иногда с небольшими отличиями от современных текстов.